# 모드라

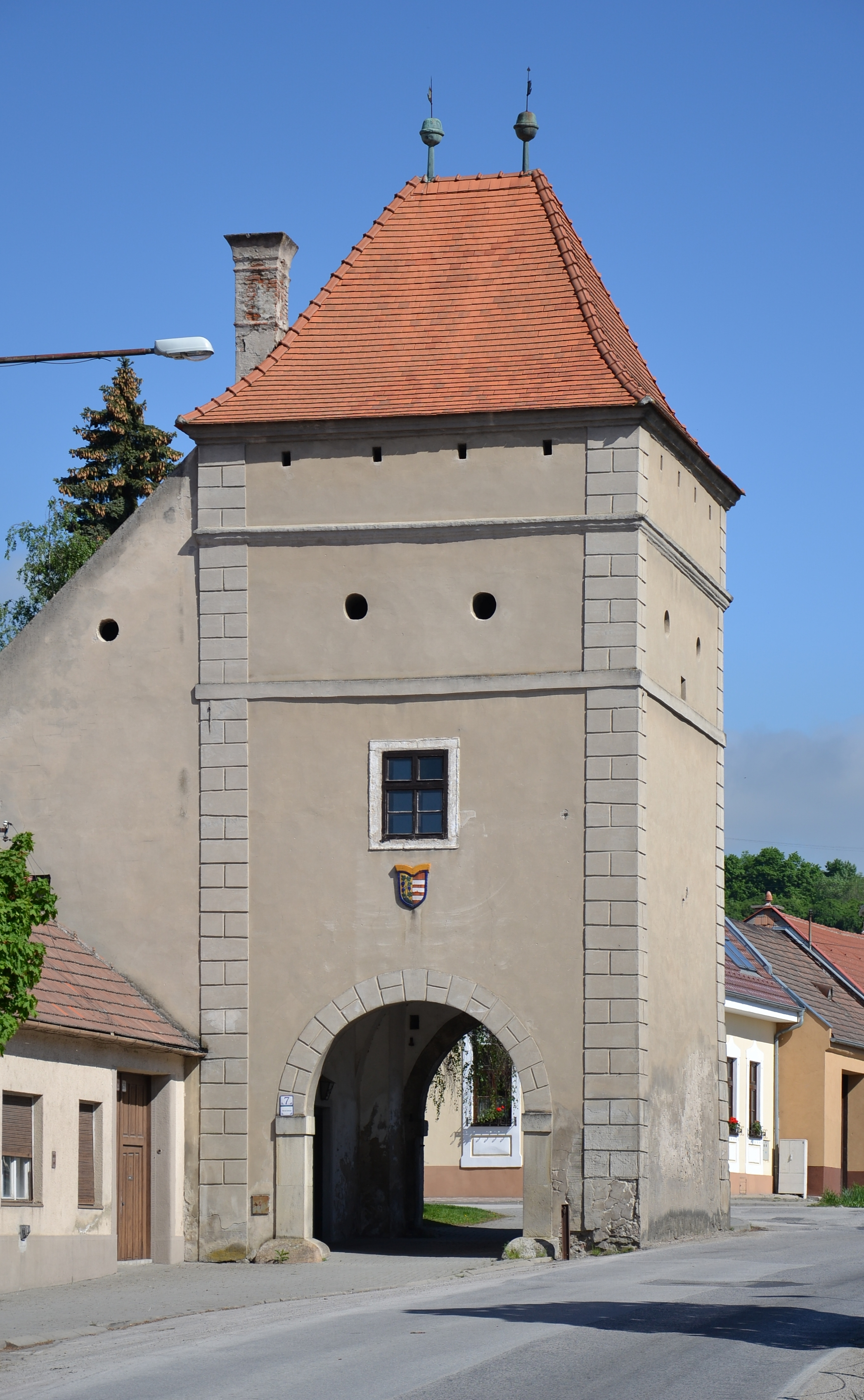
모드라에 위치한 요새 형식의 문

모드라(슬로바키아어: Modra, 독일어: Modern 모데른[*], 헝가리어: Modor 모도르[*])는 슬로바키아 브라티슬라바주에 위치한 도시로 면적은 49.624km2, 높이는 174m, 인구는 8,704명(2005년 기준), 인구 밀도는 174명/km2이다. 도시 이름은 슬로바키아어로 "파랑"을 뜻하는 '모드라'(Modrá)에서 파생된 이름이다.
1158년 헝가리의 게저 2세 국왕 시대에 작성된 니트라 주교에 관한 문서에 처음 등장했다. 1241년에 일어난 몽골 제국의 침공으로 파괴되었다가 독일인의 식민 활동을 통해 점차 재건되었다. 1361년에는 도시 지위를 부여받았고 1607년에는 헝가리 왕실로부터 자유 도시 칭호를 받았다.
도자기 산업으로 유명한 도시로서 슬로바키아에서는 파란색, 하얀색을 띤 도자기로 유명한 곳으로 알려져 있다. 소카르파티아산맥 기슭과 접하기 때문에 도보 여행을 즐기기에 적합한 장소로 여겨진다.

시 문장